# Denis Irwin
Denis Joseph Irwin (Cork, Irlanda, 31 d'octubre de 1965) és un exfutbolista irlandés, que jugava en la posició de defensa. Va romandre en actiu entre 1983 i 2004.
Va ser conegut especialment pel seu pas per les files del Manchester United FC, club al qual hi va romandre durant dotze anys i en els quals hi va aconseguir diversos títols. La resta de la seua carrera també ha transcorregut per equips anglesos, abans al Leeds United i a l'Oldham Athletic, i després amb el Wolverhampton Wanderers FC, on es va retirar. A més a més, va ser internacional amb la selecció de futbol de la República d'Irlanda en 56 ocasions, tot participant-hi al Mundial de futbol 1994.

## Trajectòria

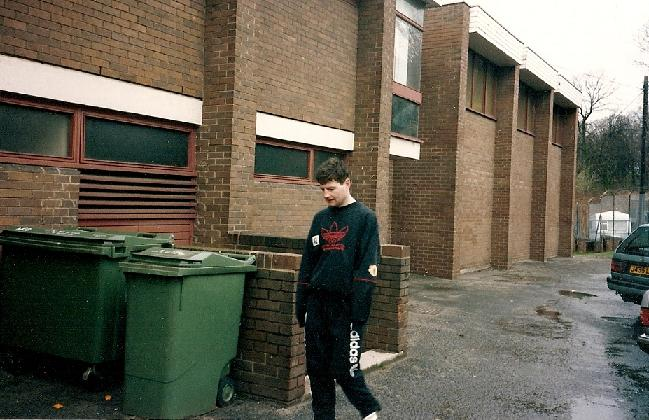
Irwin a The Cliff, l'antic camp d'entrenament del Manchester United.

Irwin va encetar la seua carrera el 1983, amb el Leeds United, amb qui disputà 72 partits a la Second Division (llavors, segon nivell del futbol anglès). Tres anys després marxa a l'Oldham Athletic. Ací hi arriba a les semifinals de la FA Cup i a la final de la Copa de la Lliga anglesa. El seu bon paper li obri les portes d'un dels grans, el Manchester United FC, que el fitxa el 1990 per 625.000 lliures.
L'irlandés hi roman dotze campanyes amb els d'Old Trafford, en les quals hi pren part en 296 partits de la Premier League. Ocupà la posició de defensa, i va sobresortir com un bon llançador de faltes directes i de penalts, la qual cosa va possibilitar que hi marcara fins a 22 gols amb els diables rojos. Va ser un dels futbolistes més reconeguts del United durant la dècada dels 90, i per aquest motiu, va ser homenatjat en un partit amistós contra els veïns del Manchester City FC, que va acabar amb Irwin lesionat al minut 37, després d'una entrada del davanter George Weah.
Finalment, el defensa va disputar el seu darrer partit amb el United en l'última jornada de la Premier League 2001-2002, a casa contra el Charlton Athletic FC, el 12 de maig de 200 i que va concloure amb empat a zero. L'entrenador Alex Ferguson va reconèixer el treball d'Irwin tot donant-li el braçalet de capità.
L'any següent, fitxa pel Wolverhampton Wanderers FC, amb qui ascendeix a la Premier League. A la temporada posterior, els Wolves perden la categoria i Denis Irwin va anunciar la seua retirada del futbol.

## Internacional
Irwin va ser internacional amb la República d'Irlanda en 56 ocasions i hi va marcar quatre gols. Va debutar el 12 de setembre de 1990 (just al mateix temps que arribava al Manchester United FC), en un amistós contra el Marroc. Hi va formar part del combinat irlandés que va acudir al Mundial dels Estats Units, el 1994. El seu darrer partit va ser el 17 de novembre de 1999, en el playoff de classificació per a l'Eurocopa 2000, que Irlanda va perdre contra Turquia. Hi va marcar quatre gols.

## Presentador als mèdia
A partir del 2004, un cop retirat com a futbolista, Irwin exerceix de presentador a la televisió del Manchester United, MUTV. A més a més, és comentarista per a la cadena irlandesa RTÉ Sport, com ara a la retransmissió del Mundial de 2010. També és columnista en el diari irlandés Sunday World.

## Palmarès

### Manchester United
- 7 Premier League: 1992/93, 1993/94, 1995/96, 1996/97, 1998/99, 1999/00 i 2000/01.
- 3 FA Cup: 1994, 1996 i 1999.
- 4 Charity Shield: 1990, 1993, 1996 i 1997.
- 1 Champions League: 1999
- 1 Recopa d'Europa: 1990-91
- 1 Supercopa d'Europa: 1991
- 1 Copa Intercontinental: 1999

### Individual
- Equip de la Dècada de la Premier Leage: (1992/93 – 2001/02)